# Leesdorfer Automobilwerke
Die Leesdorfer Automobilwerke AG war ein Hersteller von Automobilen aus Österreich-Ungarn.

## Unternehmensgeschichte

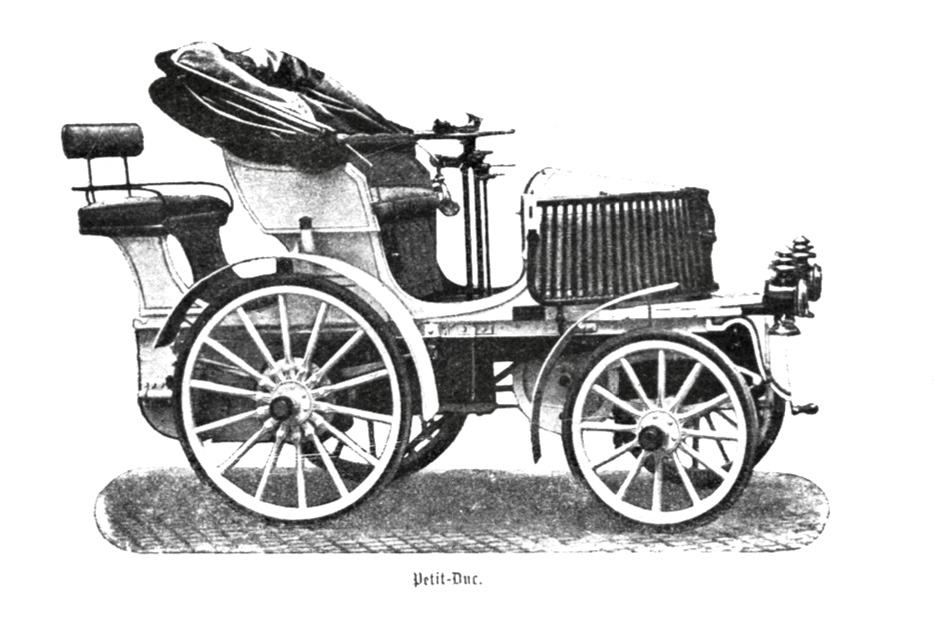
Leesdorfer Petit Duc

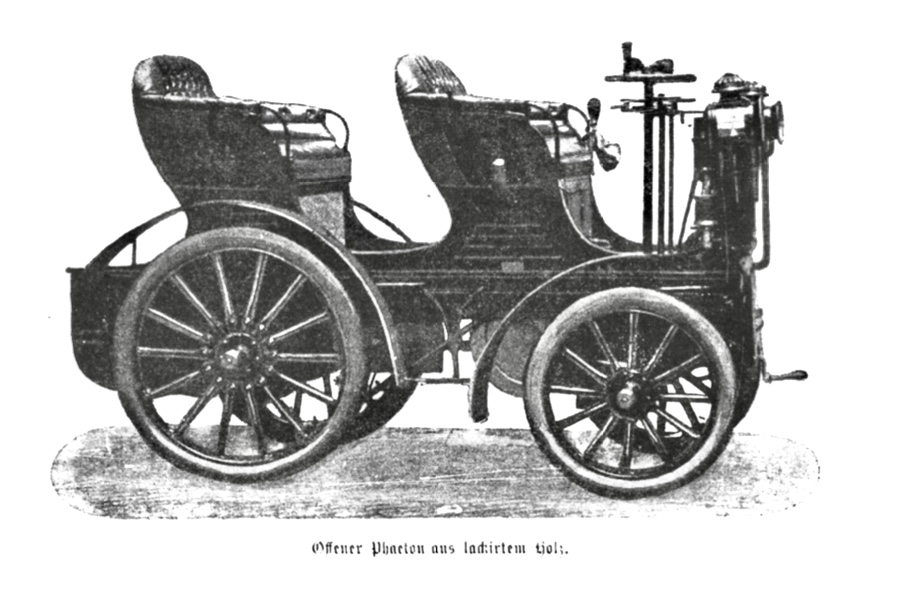
Leesdorfer Phaeton aus lackiertem Holz

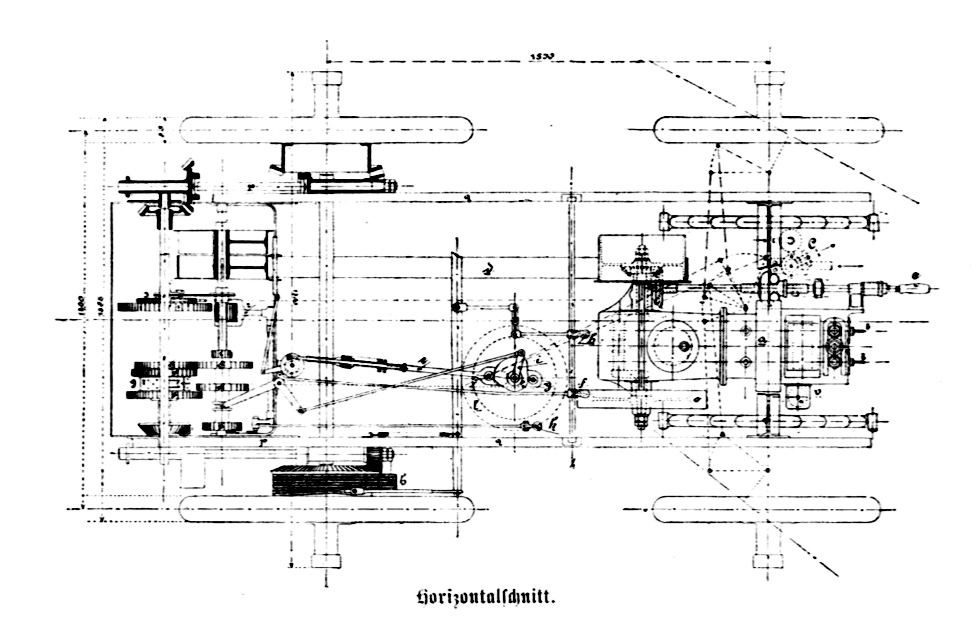
Leesdorfer Konstruktionszeichnung

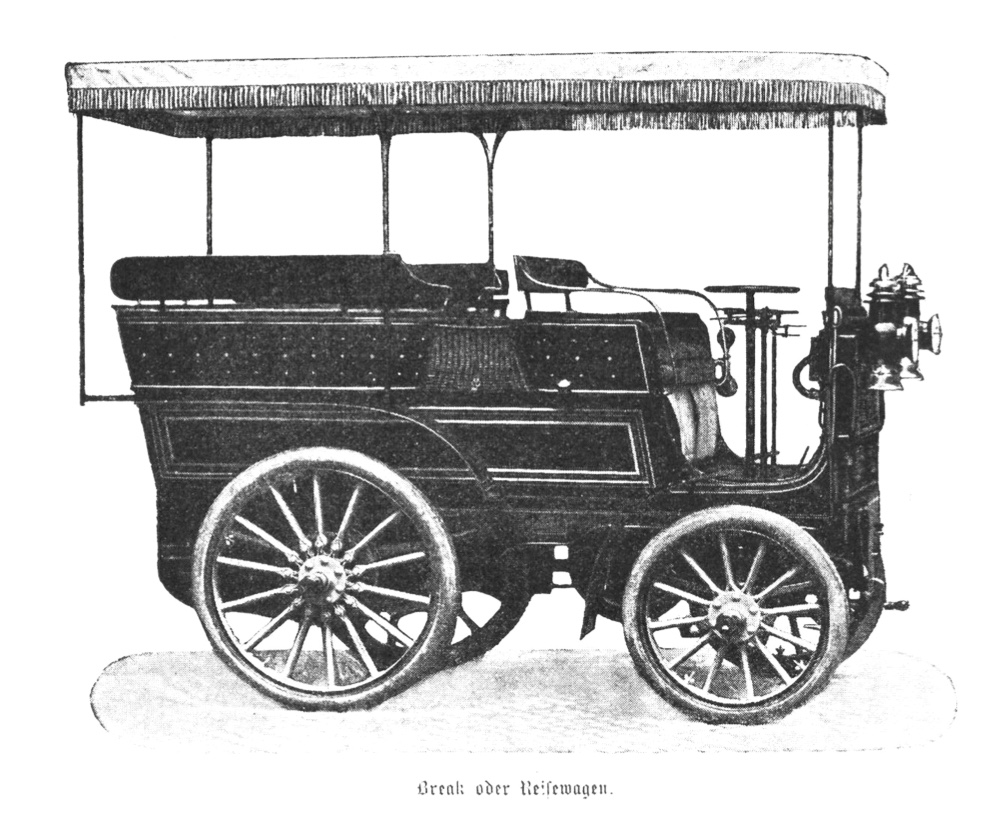
Leesdorfer Break Reisewagen mit leichtem Sonnenschutzdach

August Wärndorfer, der bereits seit 1898 Fahrgestelle von Amédée Bollée importierte und mit eigenen Karosserien versah, gründete im November 1899 mit Beteiligung der Österreichischen Länderbank das Unternehmen in Baden bei Wien-Leesdorf. Die Eintragung ins Handelsregister erfolgte am 14. April 1900. Das Firmenkapital betrug 1.400.000 oder 1.500.000 Österreichische Kronen. 1899 begann die Produktion von Automobilen. Der Markenname lautete Leesdorfer. Metaalwerken van Antwerpen war Lizenznehmer. Am 16. November 1901 endete die Produktion. Das Unternehmen wurde am 6. August 1903 aufgelöst.

## Fahrzeuge

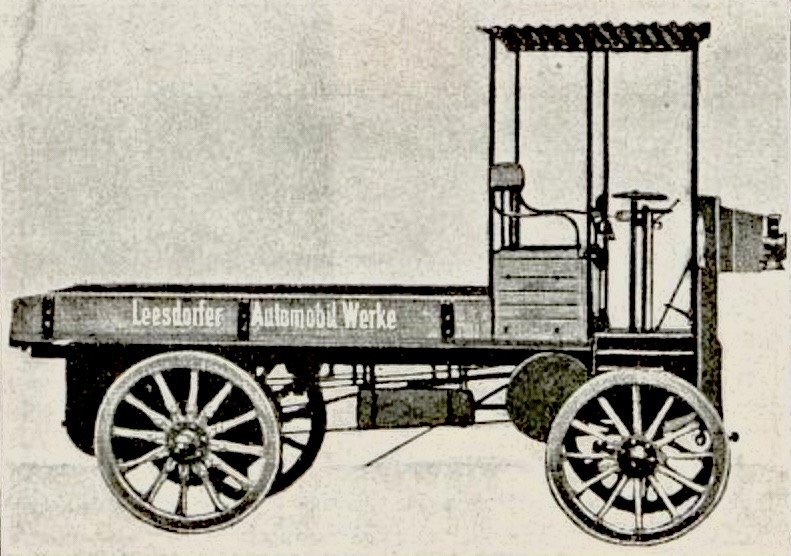
Leesdorfer LKW um 1905

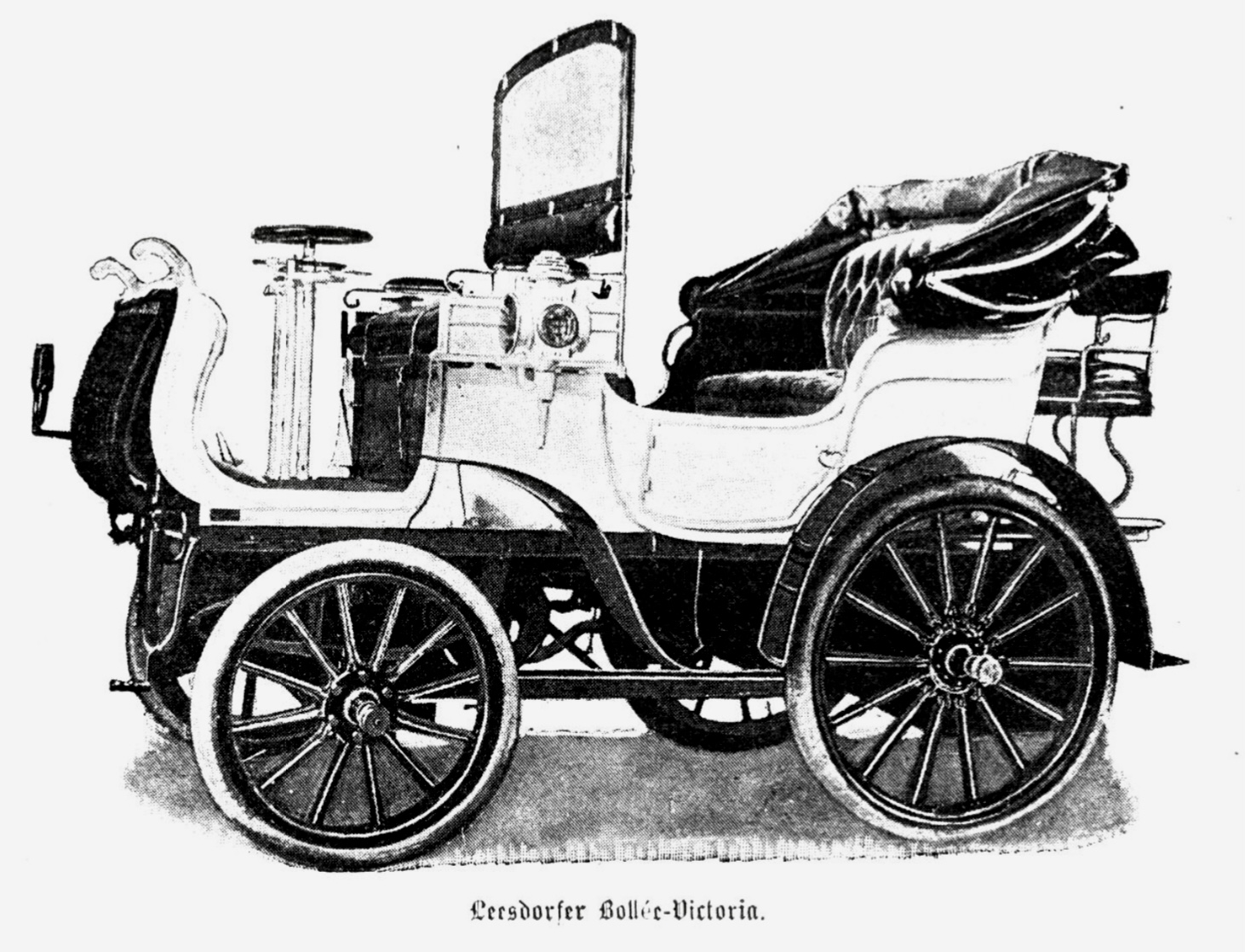
Leesdorfer Bollée-Victoria

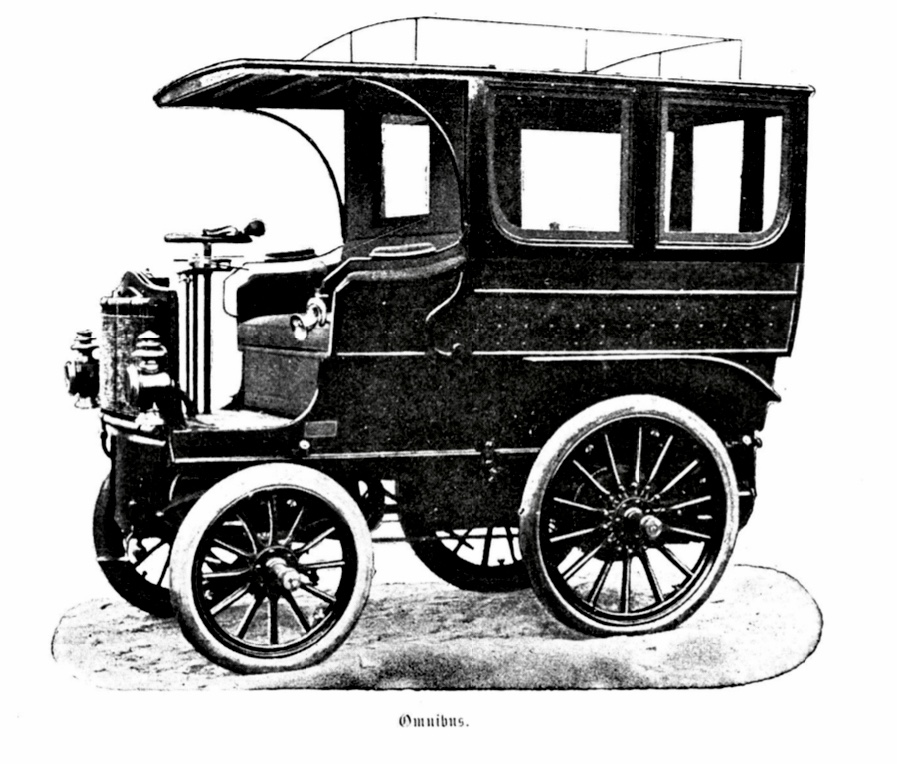
Leesdorfer Omnibus

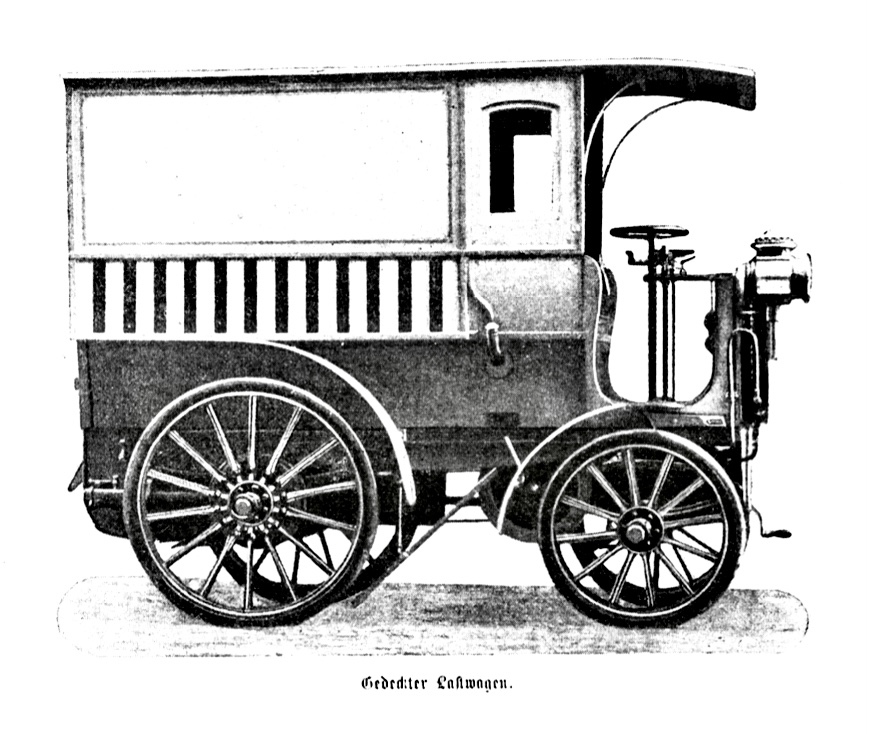
Leesdorfer Kastenlastwagen um 1900

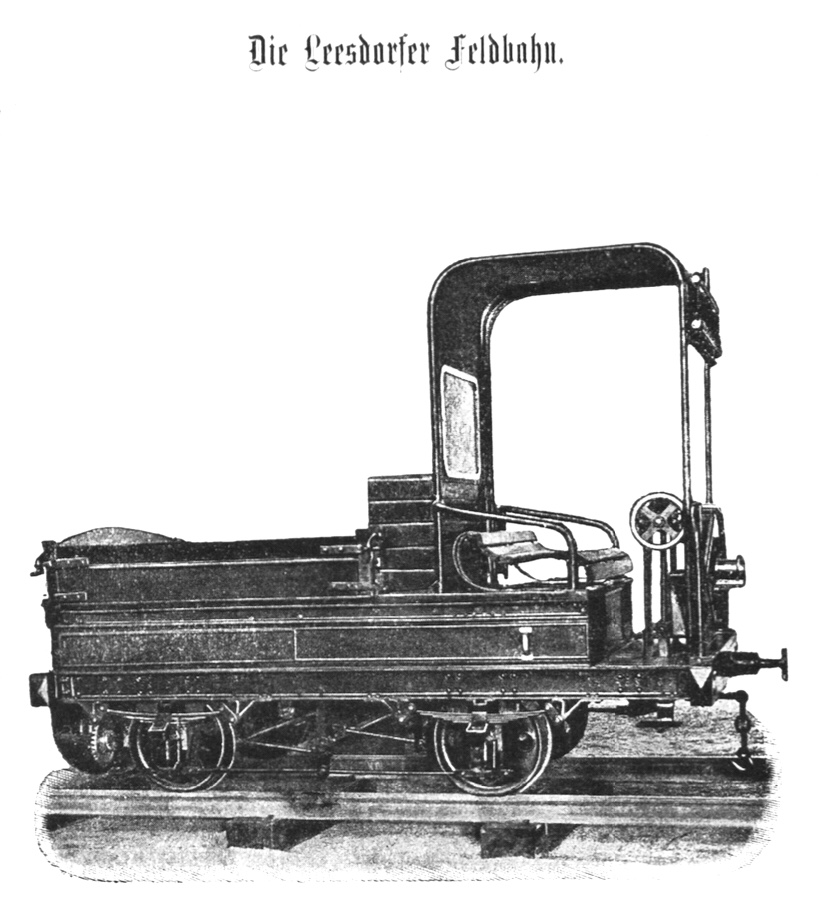
Leesdorfer Feldbahn

Die ersten Modelle basierten auf den Fahrgestellen von Amédée Bollée. Eine andere Quelle gibt an, dass es eine Lizenzfertigung von Modellen von De Dietrich aus Lunéville war, die ihrerseits Lizenznehmer von Amédée Bollée war. Die Modelle 6 PS und 9 PS verfügten über Zweizylindermotoren. Die Aufbauten Petit Duc und Grand Duc sind genannt. Der Radstand des Petit Duc lag laut Konstruktionszeichnung bei 1500 mm und die Spurweite bei 1300 mm.Zunächst wurde das komplizierte Kraftübertragungssystem von Bollée verwendet. Mit der Produktion eigener Fahrgestelle erfolgte der Übergang zum Kettenantrieb. Der Neupreis betrug 10.500 Kronen für das schwächere Modell und 12.500 Kronen für das stärkere Modell. Die Lastwagen waren für eine Zuladung von 2000 kg ausgelegt. Diese gab es in der Ausführung als Pritschenwagen, aber ebenso als geschlossener Kastenwagen. Die Omnibusse waren für acht Personen ausgelegt und sollten insbesondere das Hotelgewerbe ansprechen, um den Transport der Gäste zu gewährleisten.